# Egged

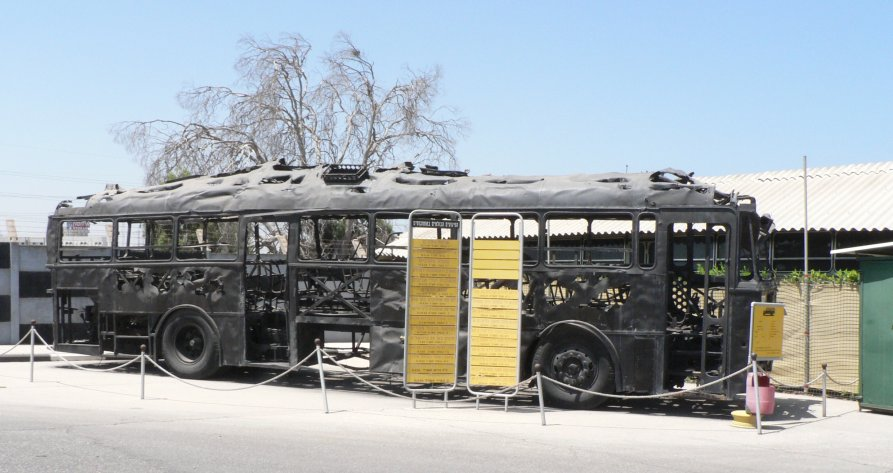
Beim Küstenstraßen-Anschlag zerstörter Bus im Firmenmuseum in Holon

Egged Israel Transport Cooperative Society Ltd. (hebräisch אֶגֶד – אֲגֻדָּה שִׁתּוּפִית לְתַּחְבּוּרָה צִיבּוּרִית בישראל, translit. Eged – Aguddah Schittufit leTachburah Tsibburit bIsra'el, deutsch Verbund – Genossenschaft für öffentlichen Verkehr in Israel) ist der Name der größten Busgesellschaft Israels mit Sitz in Tel Aviv-Jaffa.

## Geschichte
Die Gründung der Genossenschaft erfolgte im Jahr 1933 aus einem Zusammenschluss von vier kleineren Busgesellschaften in oder aus der Region um Tel Aviv. 1951 erfolgte der Zusammenschluss mit der im Norden aktiven Shahar Bus Company und der aus dem Süden Drom Yehuda Bus Companie. 1961 folgte die Hamekasher Bus Companie aus Jerusalem.
Egged setzte bis zu einem Verbot durch das Oberste Gericht Israels im Januar 2011 zwischen einigen ultraorthodoxen Ortschaften und Wohngegenden auch sogenannte „Mehadrin-Busse“ ein, bei denen Frauen nur im hinteren Teil des Busses Platz nehmen durften. Der Begriff Mehadrin steht allgemein für die freiwillige Übererfüllung religiöser Vorschriften im Judentum.

## Egged als Ziel von Anschlägen und Entführungen
Am 11. März 1978 ereignete sich der Küstenstraßen-Anschlag. Am 12. April 1984 wurde der Bus 300 von Tel Aviv nach Aschkelon von vier mit Messern bewaffneten Palästinensern, die vorgaben einen mit Sprengstoff gefüllten Koffer bei sich zu haben, entführt. Sie wollten 500 palästinensische  Gefangene freipressen. Auf dem Weg ließen sie eine schwangere Israelin frei, die die Sicherheitskräfte alarmierte. Die Verhandlungen mit den Entführern kamen zu keinem Ergebnis. In der gewaltsamen Geiselbefreiung starben zwei Täter und eine junge Frau, zwei Männer wurden nach der Festnahme vom Geheimdienst ermordet, was sich zur Affäre des Busses 300 bis in höchste Staatsämter auswuchs.
Nachdem bereits wiederholt Anschläge auf Busse verübt worden waren, konzentrierte sich während der Zweiten Intifada der unterschiedslose Terror militanter Palästinenser gegen die israelische Zivilbevölkerung zeitweilig auf Linienbusse, in denen mehrere Selbstmordanschläge verübt wurden. Für gefährdete Strecken verfügt die Gesellschaft seit dem über 71 gepanzerte Busse.

## Geschäftsaktivitäten
2009 beförderte Egged mit über 6000 Mitarbeitern etwa 1 Million Passagiere täglich. Der Umsatz betrug 2009 rund 2,866 Milliarden Schekel (rund 580 Mio. €). Die Busgesellschaft gilt mit ihrem Fuhrpark von rund 3000 Fahrzeugen und ihrem ausgedehnten Liniennetz von 945 Linien als eine der größten der Welt. Das Unternehmen unterhält ein engmaschiges Netz von Überland- und Stadtlinien im gesamten Land und ist der wichtigste Betreiber öffentlicher Verkehrsmittel in Israel. Außerdem besitzt das Unternehmen über eine Tochtergesellschaft Beteiligungen an Busunternehmen in Bulgarien. Nach abweichenden Angaben steht Egged an zweiter oder dritter Stelle der weltgrößten Bus-Unternehmen (hinter Greyhound und Transport for London).

## Busbahnhöfe
Die zentralen Busbahnhöfe (תחנה מרכזית tachanáh merkasít), die die Gesellschaft in den Städten betreibt, werden meistens ebenfalls Egged genannt. Die wichtigste dieser Busstationen befindet sich in Tel Aviv und heißt Tel Aviv Central Bus Station; die mehrstöckige Anlage wird täglich von mehreren tausend Bussen angefahren und wurde als größter Busbahnhof der Welt 1996 in das Guinness-Buch der Rekorde eingetragen.

## Investitionen im Ausland
Egged betreibt seit 2007 über eine Tochtergesellschaft öffentliche Verkehrsmittel in den polnischen Städten Warschau und Krakau. Seit 2011 ist es mit seinem Tochterunternehmen EBS-Bus auf dem niederländischen Markt vertreten.